# Jesse Valdez
Jesse Valdez (właśc. Jesus Valdez, ur. 12 lipca 1947 w Houston) – amerykański bokser, medalista olimpijski i igrzysk panamerykańskich.
Zdobył brązowy medal na igrzyskach panamerykańskich w 1967 w Winnipeg w wadze półśredniej (do 67 kg) po porażce w półfinale z Argentyńczykiem Mario Guillotim.
Na igrzyskach olimpijskich w 1972 w Monachium zdobył brązowy medal w kategorii półśredniej  po wygraniu czterech walk (w tym z Davidem Jacksonem z Ugandy i w ćwierćfinale z Anatolijem Chochłowem ze Związku Radzieckiego) i przegranej w półfinale (pokonał go późniejszy złoty medalista Kubańczyk Emilio Correa).
Był mistrzem Stanów Zjednoczonych w wadze półśredniej w 1964 i w wadze lekkośredniej (do 71 kg) w 1970 oraz wicemistrzem w wadze półśredniej w 1968.
Nie przeszedł na zawodowstwo. Był zawodowym  żołnierzem United States Air Force.